# Arad (Rumunsko)
Arad je rumunské město a sídlo stejnojmenné župy v Sedmihradsku na západě země, na řece Mureș, necelých 20 km jihovýchodně od maďarských hranic a 420 km severozápadně od Bukurešti. Ve městě žije přibližně 145 tisíc obyvatel a patří tak mezi 15 největších rumunských měst. V západní části země je na třetím největším po městech Temešvár a Oradea.
Arad je průmyslovým a kulturním centrem a také dopravním uzlem. Je sídlem rumunského pravoslavného arcibiskupství. Nacházejí se zde dvě univerzity, Rumunský pravoslavný seminář a učitelská škola. Vznikla zde jedna z prvních konzervatoří v Evropě.
Dříve bylo součástí Východního Uherska, Osmanské říše, Sedmihradského knížectví a v roce 1920 bylo začleněno do Rumunska. V roce 1910 zde žilo přes 63 000 obyvatel, z nichž 73 % se hlásilo k maďarské národnosti, 16 % k rumunské a 7 % k německé. 

## Osobnosti
- Alexander Albrecht (1885–1958), slovenský hudební skladatel
- Franz Rohr von Denta, (1854–1927) rakouský polní maršál
- Stefan Hell (* 1962), německý fyzik, nositel Nobelovy ceny za chemii
- Opika von Méray Horváth (1889–1977), maďarská krasobruslařka, olympionička
- Frederick Knefler (1824–1901), brigádní generál Spojených států amerických
- Árpád Tóth (1886–1928), maďarský básník

## Odkazy

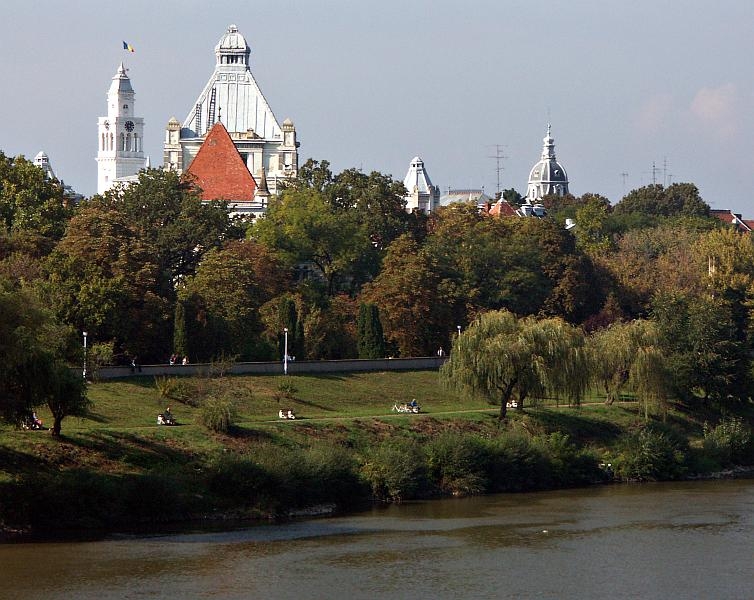
Řeka Mureș

## Partnerská města
- Atlit, Izrael
- Ditzingen, Německo
- Fu-šun, Čína
- Giv'atajim, Izrael
- Gyula, Maďarsko
- Heist-op-den-Berg, Belgie
- Hegyvidék, Maďarsko
- Hódmezővásárhely, Maďarsko
- Kirklees, Spojené království
- Mezőhegyes, Maďarsko
- Pécs, Maďarsko
- Praha 5, Česko
- Tatabánya, Maďarsko
- Trenčín, Slovensko
- Würzburg, Německo
- Zrenjanin, Srbsko